# NGC 219
NGC 219 est une galaxie elliptique située dans la constellation de la Baleine. NGC 219 a été découverte par l'astronome américain George Phillips Bond en 1863.

## Caractéristiques
Sa vitesse par rapport au fond diffus cosmologique est de 5 112 ± 24 km/s, ce qui correspond à une distance de Hubble de 75,4 ± 5,3 Mpc (∼246 millions d'al).
À ce jour, une mesure non basée sur le décalage vers le rouge (redshift) donne une distance d'environ 98,300 Mpc (∼321 millions d'al). Cette valeur est à l'extérieur des valeurs de la distance de Hubble.